# Igualdad de género

Símbolo genérico de la igualdad de género

La igualdad de género o equidad de género implica que todas las personas independientemente de su género tengan los mismos derechos, recursos y oportunidades y sean tratadas con el mismo respeto en todos los aspectos de la vida cotidiana: trabajo, salud, educación, etc. El principio de igualdad y de no discriminación por razones de género es una obligación de derecho internacional que vincula a todas las naciones y, dado su carácter primordial, se establece siempre como un principio que debe inspirar el resto de los derechos fundamentales.
A escala mundial, lograr la igualdad de género también requiere la eliminación de prácticas dañinas contra las mujeres y las niñas, que incluyen el tráfico sexual, el feminicidio, la violencia sexual durante la guerra entre otras prácticas de violencia contra la mujer. En todo el mundo «las mujeres están por debajo de los varones en todos los indicadores de desarrollo sostenible». Las desigualdades de género se observan en que:
- Las mujeres conforman casi dos tercios de las personas analfabetas del mundo.[7]

- Se habla de feminización de la pobreza porque la mayoría de las personas pobres del mundo son mujeres, las mujeres tienen menos acceso a los servicios sociales básicos que los varones.[8]

- Las mujeres tienen 11 puntos porcentuales más de probabilidad de no tener comida.[6]

- La brecha salarial muestra que las mujeres ganan menos dinero que los varones por el mismo trabajo.[9][8][10]

- Aún las mujeres que están más educadas que ellos, consiguen trabajos de menor jerarquía.[11]

- Existen 39 naciones en las que los hijos varones tienen derechos de herencia que las hijas mujeres no.[6]

- Menos del 20% de las personas propietarias de tierras en todo el mundo son mujeres,[12] aunque las mujeres son las responsables de recolectar el agua en el 80% de las casas sin agua corriente.[13]

- En 30 países se continúa realizando la mutilación genital femenina y hay por lo menos 200 millones de mujeres operadas.[6]

- Dos tercios de las víctimas de trata de personas son mujeres,[14] las mujeres representan la gran mayoría de las víctimas detectadas que fueron objeto de trata con fines de explotación sexual, en muchos casos el 94% de las víctimas de trata para explotación sexual son mujeres.[15] Mujeres y niñas son a menudo víctimas de secuestro con fines violentos y sexuales en vez de por pedido de dinero.[16]

- Muchas mujeres aún no pueden elegir esposo y cada 2 segundos una niña es forzada a matrimonio infantil en el planeta.[17][18]

- En muchos países todavía existen códigos legales que obligan a la mujer a obedecer a su esposo.[18][19][20] En muchos casos las mujeres son quienes comen últimas en la familia.[21]

- En líneas generales, el hecho de nacer mujer supone un grave peligro en cualquier lugar del mundo debido a la violencia machista.[22]

El FNUAP declaró que «a pesar de que muchos acuerdos internacionales afirman sus derechos humanos, las mujeres son mucho más propensas que los hombres a ser pobres y analfabetas. Tienen menos acceso a la propiedad, el crédito, la capacitación y el empleo. Son mucho menos propensas que los hombres a ser políticamente activas y mucho más propensas a ser víctimas de violencia doméstica».

## Marco internacional
El derecho internacional prohíbe la discriminación basada en el sexo. La adopción de la Carta de las Naciones Unidas, firmada en San Francisco el 26 de junio de 1945 ha posicionado el principio de igualdad de oportunidades y no discriminación en la órbita de los derechos fundamentales.
En el preámbulo de la Carta de San Francisco se proclama que:

Se reafirma la fe en los derechos fundamentales del ser humano, en la dignidad y el valor de la persona humana, en la igualdad de derechos entre los hombres y las mujeres y de las naciones grandes y pequeñas
Carta de San Francisco

La Organización de las Naciones Unidas completó el catálogo de derechos jurídicamente vinculantes para todos los Estados miembros a través de los siguientes documentos:
1. la Carta de San Francisco de 1945 antes mencionada
2. la Declaración Universal de Derechos Humanos aprobada el 10 de diciembre de 1948
3. el Pacto Internacional de Derechos Económicos, Sociales y Culturales
4. el Pacto Internacional de Derechos Civiles y Políticos, ambos aprobados el 16 de diciembre de 1966, textos que configuran el principio de no discriminación como un auténtico principio estructural.

Más importancia para la igualdad de género tiene la Convención sobre la Eliminación de Todas las Formas de Discriminación contra la Mujer, del 18 de diciembre de 1979, ratificada por España en 1983 y publicada en el BOE en 1984, y en su Protocolo Facultativo, ratificado y en vigor desde el año 2001, que establecen que:

Los Estados deben tomar las medidas apropiadas, incluyendo las de carácter legislativo, para asegurar el pleno desarrollo y adelanto de la mujer en todos los ámbitos (...) No se considerará discriminación la adopción de medidas especiales encaminadas a acelerar la igualdad de facto entre el hombre y la mujer
BOE,

Además, junto a esta obligación genérica, la Convención amplía los derechos de las mujeres en diversos ámbitos, como los derechos políticos, en materia laboral, educación, sanidad y economía. Al amparo de esta Convención, surgió el Comité para la Eliminación de la Discriminación contra las Mujeres, órgano que tiene como objetivo la tutela del derecho a la no discriminación por razón de sexo.
También conviene destacar la Conferencia de Viena de las Naciones Unidas en 1993, donde se insiste, una vez más, en la idea de que:

Los derechos humanos de la mujer y de la niña son parte inalienable, integrante e indivisible de los derechos humanos universales
Conferencia de Viena de 1993 de las Naciones Unidas

Esta idea vuelve a estar presente en la Cuarta Conferencia Mundial de las Naciones Unidas sobre la Mujer que tuvo lugar en Beijing en 1995. La Conferencia adquiere un significado enorme en poner de manifiesto el consenso que hay en relación con la universalidad y la globalidad de los problemas de las mujeres, y destaca la importancia de la igualdad y la no discriminación por razón de sexo como factor ineludible para construir las sociedades del siglo XXI. En definitiva, entre los objetivos de desarrollo de las Naciones Unidas para el milenio, la igualdad de oportunidades entre sexos y la autonomía de las mujeres ocupan un lugar destacado.

### Situación de la mujer

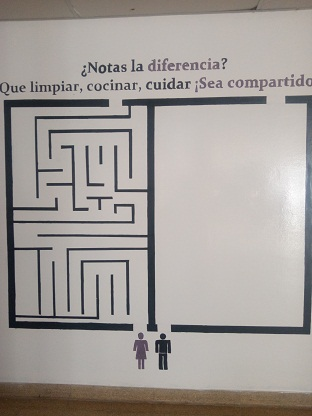
La disparidad en la realización de las tareas del hogar

Existen 7 ámbitos de desigualdad donde la mujer se ve en desventaja debido a las condiciones sociales o las políticas públicas de los distintos países. Contrario a los que muchas personas pueden creer, a pesar de que estas desigualdades se presentan en mayor nivel en países de Latinoamérica y África, se dan también en los países desarrollados principalmente en los de Asia, siendo estas una de las consecuencias del crecimiento demográfico que las sociedades orientales enfrentan. Los ámbitos de desigualdad a los que Sen se refiere incluyen la desigualdad en la tasa de mortalidad, ya que debido al prejuicio de género no cuentan con accesos a servicios de salud y nutrición, y la tasa de natalidad, refiriéndose al método de aborto selectivo en países como China, Corea del Sur, Taiwán e India. Existen también desigualdades en el acceso a oportunidades básicas como la educación escolar y oportunidades “especiales” como la educación superior o educación especializada; de donde se derivan además las desigualdades en el ámbito profesional. Del mismo modo, existe la desigualdad de posesiones, la cual se refiere a la inequidad en la repartición de bienes y tierras de donde las mujeres suelen ser relegadas. Además de estas, encontramos la desigualdad en el hogar, más específicamente, a la división de trabajo existente en muchas sociedades donde el varón “trabaja fuera de casa” y la mujer debe mantenerse atendiendo las labores del hogar.
En términos globales, en todo el mundo las mujeres están por debajo de los varones en todos los indicadores de desarrollo sostenible, las desigualdades de género se observan en que las mujeres conforman casi dos tercios de las personas analfabetas del mundo, se habla de feminización de la pobreza porque la mayoría de las personas pobres del mundo son mujeres, las mujeres tienen menos acceso a los servicios sociales básicos que los varones, las mujeres tienen 11 puntos porcentuales más de probabilidad de no tener comida, la brecha salarial muestra que las mujeres ganan menos dinero que los varones por el mismo trabajo, y aún las que están más educadas que ellos consiguen trabajos de menor jerarquía, existen 39 naciones en las que los hijos varones tienen derechos de herencia que las hijas mujeres no tienen, y menos del 20% de las personas propietarias de tierras en todo el mundo son mujeres, aunque las mujeres son las responsables de recolectar el agua en el 80% de las casas sin agua corriente, en 30 países se continúa realizando la mutilación genital femenina y hay por lo menos 200 millones de mujeres operadas, dos tercios de las víctimas de trata de personas  son mujeres, las mujeres representan la gran mayoría de las víctimas detectadas que fueron objeto de trata con fines de explotación sexual, en muchos casos el 94% de las víctimas de trata para explotación sexual son mujeres, mujeres y niñas son víctimas de secuestro con fines violentos y sexuales en vez de por pedido de dinero, en muchos casos las mujeres son quienes comen últimas en la familia, muchas mujeres aún no pueden elegir esposo y cada 2 segundos una niña es forzada a matrimonio infantil en el planeta, en muchos países todavía existen códigos legales que obligan a la mujer a obedecer a su esposo, en líneas generales, el hecho de nacer mujer supone un grave peligro en cualquier lugar del mundo debido a la violencia machista.

## Diferencia entre igualdad y equidad de género

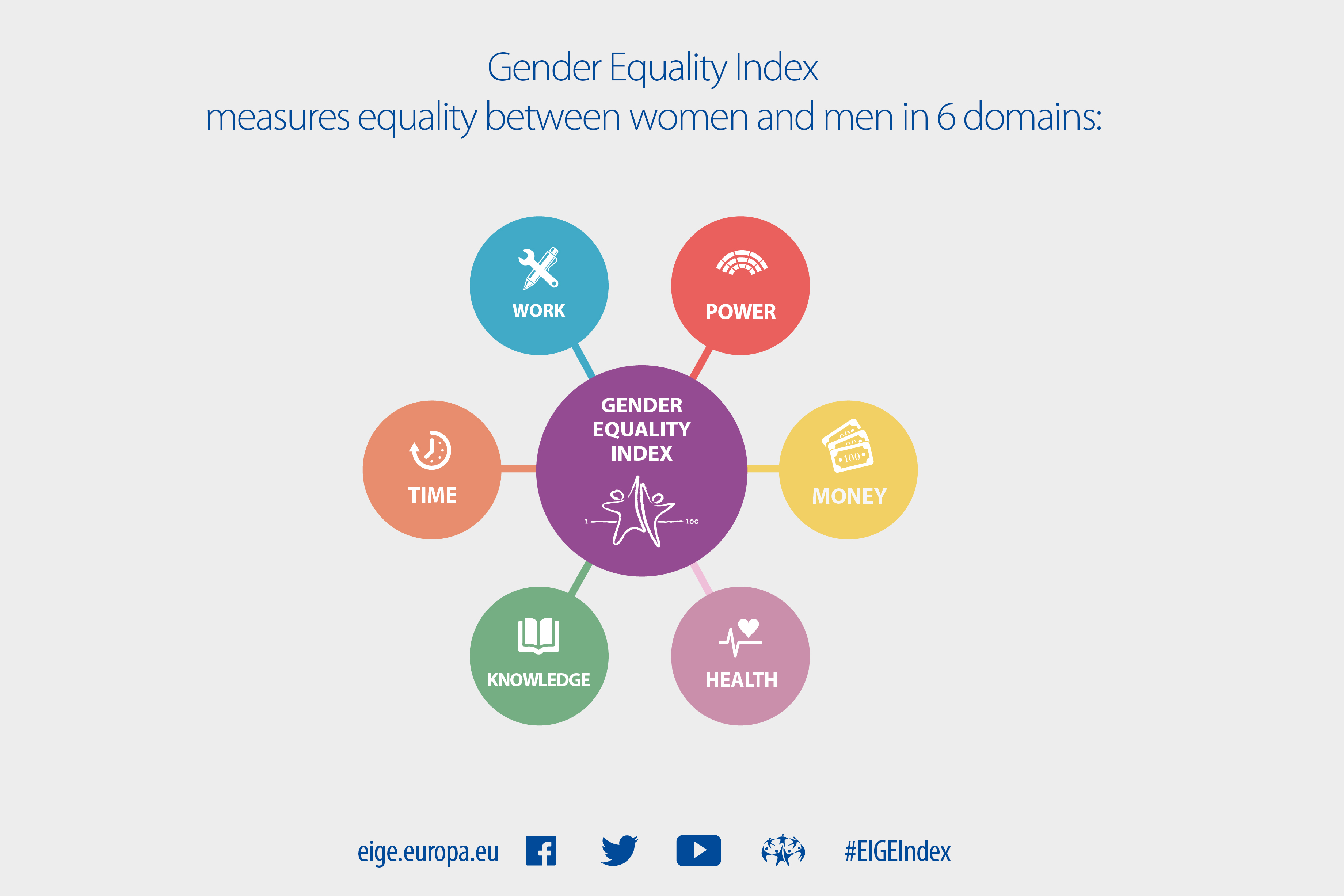
Infografía sobre los dominios del Índice de Igualdad de Género.

La igualdad de género es: la imparcialidad en el trato entre hombres, mujeres y otros géneros.
Para la Secretaría de Desarrollo Integral de la UNAM, equidad de género significa que las mujeres y los varones gozan de condiciones iguales en el ejercicio pleno de sus derechos humanos, en su posibilidad de contribuir al desarrollo nacional político, económico social y cultural y de beneficiarse de sus resultados.
En este sentido, la equidad de género se encaminará principalmente a brindar oportunidades justas a todas las personas independientemente de su género, pero, a diferencia de la igualdad, será atendiendo principalmente a la idea de que mujeres, varones y otros géneros se encuentran en situaciones distintas, por lo que estas oportunidades serán de acuerdo a las características, contextos y necesidades específicas en donde se encuentren y que posean, desde los diversos ámbitos en los que interactúan, por ejemplo en el ámbito laboral, educativo, de la salud, el económico, cultural y social en general.
Hablar del tema equidad de género implica la participación de todas las personas en la práctica y como una forma de vida, más allá de la cuestión teórica, esto con el fin de poder impactar verdaderamente en la sociedad y propiciar pequeños cambios pero significativos, que impliquen un compromiso de la sociedad que se vea reflejado día a día en la práctica para propiciar una participación equitativa de varones, mujeres y otros géneros en todos los ámbitos de desarrollo personal y comunitario.
John Money fue quien trasladó el término «género» de las ciencias del lenguaje a las ciencias de la salud.

## Importancia de la igualdad de género en el desarrollo sostenible
Los distintos factores que llevan a la falta de un Desarrollo Humano Sostenible se dan, en muchas ocasiones, de manera conjunta. Muchos de estos casos tienen como principal problema la exclusión de género y las desigualdades a las que se enfrentan las mujeres en la actualidad.
"Las mujeres y las niñas representan la mitad de la población mundial y también, por tanto, la mitad de su potencial. Sin embargo, la desigualdad de género persiste hoy en todo el mundo y provoca el estancamiento del progreso social".
Según la Declaración de los Derechos Humanos dictada en la ONU (1948), se considera que el desarrollo incluía el respeto a los derechos de las personas, el avance social y el mejoramiento del nivel de vida. Como se ve, en este caso incluye diversos elementos, sobre todo lo esencial que es el progreso; pero no solo esto, sino que el desarrollo también está ligado a la libertad de la persona y los fines que esto tiene para su desarrollo. Es decir, se debe eliminar aquellos elementos que impiden el albedrío, como son la pobreza, ausencia de oportunidades, las limitaciones del sistema, etc. De esta manera, los derechos humanos se encuentran inscritos a nivel internacional, incluyendo diversos factores, entre ellos la igualdad de género.
En la Carta de las Naciones Unidas, en donde se declaran los derechos iguales para hombres y mujeres, se especifican además, como parte del compromiso que todo país debe tener, la protección de las mujeres y el impulsar los derechos humanos de las mujeres. De la mano con los derechos humanos, los países miembros de la ONU también firmaron la Declaración y Plataforma de Acción de Beijing, un compromiso para proteger la igualdad de género de la mujer. Pero el órgano internacional que tiene más participación en lo que a igualdad de género y empoderamiento de la mujer se refiere es la Comisión de la Condición Jurídica y Social de la Mujer (CSW, por sus siglas en inglés), que fomenta los derechos de la mujer, registra los problemas que atraviesan estas a nivel internacional y elabora normas que buscan la igualdad y el empoderamiento femenino. De todo ello, se entiende que los derechos humanos deben ser respetados sin excluir las condiciones de las personas. El garantizar su respeto va de la mano con las adecuadas condiciones de derechos y de vida con los que cada persona debe contar. Por ejemplo, respecto a los derechos de las mujeres rurales, quienes conforman el mayor porcentaje de pobreza y además se encuentran en situación de exclusión y son víctimas directas de la centralización (ya que las regiones fuera de la capital, a pesar de ser fuente de comercio, no cuentan con las mismas oportunidades y cuidados de sus capitales estatales y provinciales), estas deberían estar más respaldadas por los Estados.
La Organización de las Naciones Unidas también reconoce que el importante papel de las mujeres para el desarrollo. Debido a ello, mediante el Programa de las Naciones Unidas para el Desarrollo, se busca incentivar distintas intervenciones y políticas públicas que mejoren la calidad de vida de la mujer en el mundo. Sin embargo, la ONU, mediante ONU Mujeres, no solo busca un empoderamiento económico de la mujer como las organizaciones anteriormente mencionadas, sino que es consciente de que para lograr los objetivos del milenio se debe lograr, además, reducir la discriminación contra la mujer en todos los campos y reducir la violencia contra esta, y un liderazgo y participación política activa de las mujeres ya sean urbanas o rurales.
Si bien es cierto, la existencia de un objetivo centrado solo en la mujer no significa que esta no se beneficie de los demás objetivos del milenio, como lo explica Elson (2016), ya que  las mujeres, como parte de la sociedad, son beneficiarias también de los demás objetivos de desarrollo. Si no se contemplara uno específico en el que las mujeres y niñas fueran incluidas expresamente, no se hubiera podido asegurar que estas no se quedarán atrás ya que “A menudo, los responsables políticos no reconocen que tratar, en términos formales, a todas las personas de la misma manera, no garantiza que todas las personas se beneficien por igual”.
El FMI y el BM exponen que para un crecimiento económico de los países es necesario un empoderamiento económico de la mujer. Sin embargo, según la Fundación Mujeres de España, la inserción y participación activa de las mujeres en el ámbito económico no se debe dar de manera aislada, sino estar acompañadas de un empoderamiento personal en el cual la mujer sea consciente de sus propias capacidades y libertades; un empoderamiento político, mediante el cual las mujeres sean capaces de crear redes no mixtas donde debatan y sean capaces de tomar decisiones políticas y económicas; y, por último, el empoderamiento empresarial, es decir, que las mujeres formen iniciativas empresariales viables y sostenibles con capacidad de crecimiento y generación de riquezas. En resumen, las mujeres no solo entran en el desarrollo formando parte del sistema económico de un país, sino que son generadoras de cambio y propiciadoras de un desarrollo humano completo e inclusivo.
Si bien la participación de las mujeres en el mercado laboral ha mejorado, la evidencia sugiere que estas aún enfrentan oportunidades limitadas. A menudo realizan trabajos con requisitos mínimos de habilidades y tienen pocas oportunidades de aprender y progresar. Estas barreras generan una brecha de género en el desarrollo de habilidades, limitando el potencial de desarrollo de los países de ingresos bajos y medios. Por ello, los gobiernos y agencias de desarrollo han tratado de mejorar las habilidades de las mujeres a través de programas de formación profesional y empresarial. Una revisión académica de 35 estudios que midió el impacto de los programas de formación profesional dirigidos a mujeres mayores de 18 años concluyó que estos programas tienen pequeños efectos positivos en el empleo, el empleo formal y los ingresos. Por su parte, la capacitación empresarial combinada con otros componentes del programa tuvieron efectos positivos en el trabajo por cuenta propia, así como también en las ventas y beneficios. Sin embargo, estos efectos relativamente pequeños pueden ser insuficientes para justificar la ampliación de estos programas. Por ello, estos deberían incluir un enfoque de género y una capacitación en habilidades para la vida o pasantías.
Desde la década de 1980, en el ámbito corporativo se habían desarrollado áreas y profesionales de Diversidad, Equidad e Inclusión (DEI) para combatir las barreras étnicas, de género y de capacidad al interior de las compañías.En junio de 2025, organizaciones como National Diversity Awards, señalan la tendencia contemporánea de convertir las DEI en áreas de "bienestar", "pertenencia" y "cultura", dejando de lado conceptos más claramente relacionados con la igualdad de género y el antiracismo.

## Feminización de la pobreza
Se denomina feminización de la pobreza al fenómeno social de predominancia de las mujeres en los índices de pobreza. Las mujeres son mucho más propensas que los hombres a ser pobres y analfabetas. Tienen menos acceso a la propiedad, el crédito, la capacitación y el empleo. Son mucho menos propensas que los hombres a ser políticamente activas y mucho más propensas a ser víctimas de violencia doméstica.
Este concepto fue acuñado en los EE. UU. hacia fines de la década del 70. Su primera mención se hizo en un trabajo de la investigadora Diana Pearce de 1978 titulado The feminization of poverty: Women, work, and welf-are ("La feminización de la pobreza: Mujeres, trabajo y bienestar"). En los EE. UU., la noción de feminización de la pobreza tuvo su desarrollo más importante en la década de 1980, generando un cierto "clima de investigación" académica sobre las problemáticas que la categoría tornó visibles, en el contexto del debate impulsado por las reformas neoconservadoras de la política social de principios de los 80, relacionadas con la histórica discusión acerca de la dependencia estatal concentrada en la figura de las mujeres sin pareja y a cargo de sus hijos. Estas primeras formulaciones fueron objeto de críticas, ya que el acento puesto sólo en la feminización no tomaba en cuenta los aspectos de nacionalidad, raza y clase como explicativos y complementarios en la producción de la desigualdad. A partir de los años 1990, el concepto de feminización de la pobreza se extiende con fuerza en el léxico del desarrollo y las políticas sociales a nivel global, circulando en el discurso y como requisito de financiamiento de diversos organismos internacionales.

La feminización de la pobreza abarca contenidos múltiples. Un trabajo realizado por el PNUD resume los más comúnmente utilizados como sigue:
a) un predominio de mujeres entre las personas pobres; 
b) el impacto no fortuito, con sesgo de género, de las causas de la pobreza; 
c) el reconocimiento de una tendencia direccional en la cual la representación desproporcionada de las mujeres entre las personas pobres está aumentando progresivamente (en este sentido, la feminización de la pobreza es un proceso, no simplemente un estado de cosas en una coyuntura particular); 

d) el grado de visibilidad de la pobreza femenina. En la medida que la unidad de análisis de los estudios e investigaciones son los hogares, no se consideran las reglas que rigen la distribución interna en una unidad doméstica, y que varían ampliamente según sociedades y culturas.